# 티몰
티몰닷컴(Tmall.com, 天猫, 티엔마오, 과거 명칭: 타오바오 몰/Taobao Mall)은 B2C 온라인 소매를 담당하는 중국어 웹사이트이며 알리바바 그룹에 의해 중국에서 운영되는 타오바오에서 분사되었다. 브랜드 제품을 중화권 소비자들에게 판매하기 위한 중국 및 국제 비즈니스용 플랫폼이다. 월간 활동 사용자 수는 2018년 2월 기준으로 5억 명이 넘는다.

## 같이 보기
- 티몰 지니: 티몰이 만든 스마트 스피커